# Río Tonto

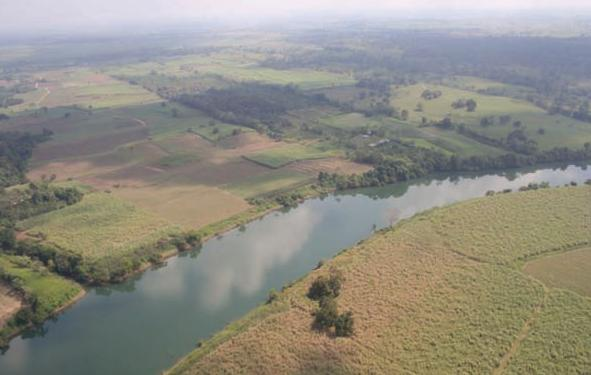
La rivière Tonto passant dans la municipalité de Trois Vallées.

La rivière Tonto (en espagnol Río Tonto) est une rivière du Mexique, un affluent principal de la rivière Papaloapan; il apporte environ 20% de l'eau potable de l'Est du pays. Elle provient de la sierra de Zongolica, et sert de limite aux communes de Trois Vallées et Cosamaloapan, ainsi qu'entre les états de Veracruz et de Oaxaca.
De 1949 à 1955, la rivière Tonto a été endiguée (478 km2) dans la prise Miguel Alemán, où de l'électricité est produite. Elle déverse ses eaux dans la commune de San Miguel Soyaltepec.
Dans son cours par la commune de Trois Vallées réfléchit aux côtes de petites propriétés et des ejidos Pas Corral, Les Marías, Paradis Ris Tonto et Zapote Colorado, et ses eaux servent d'approvisionnement au Génie Trois Vallées et à l'usine de papier, aussi à la de pegamento Pennsilvania.
Il est envisagé un des rivières les plus anciennes. Il est tellement profond que ses eaux superficielles ils semblent ne courir, pourtant, ils portent une grande vitesse dans son intérieur. Le paysage que circunda à la rivière se caractérise par les plantations de roseau et quelques ranchos éleveurs, en existant potentiel pour le développement de projets d'Écotourisme.